# Resolución 1529 del Consejo de Seguridad de las Naciones Unidas
La Resolución 1529 del Consejo de Seguridad de las Naciones Unidas, adoptada por unanimidad el 29 de febrero de 2004, tras expresar su preocupación por la situación en Haití, autorizó el despliegue de una fuerza internacional en el país para estabilizar la situación tras el golpe de Estado que resultó en la destitución del presidente Jean-Bertrand Aristide . 

## Resolución
El Consejo de Seguridad expresó su preocupación por el deterioro de la situación humanitaria en Haití y la persistente violencia, y destacó la necesidad de crear un entorno seguro en el que se respeten los derechos humanos. Elogió a la Organización de los Estados Americanos (OEA) y a la Comunidad del Caribe (CARICOM) por sus esfuerzos para encontrar una solución pacífica y tomó nota de la renuncia de Jean-Bertrand Aristide y la juramentación de Boniface Alexandre como presidente interino.  Haití había pedido apoyo internacional para restablecer la paz y la estabilidad a fin de poner fin a la rebelión, que el Consejo consideró que constituía una amenaza para la paz y la seguridad internacionales.
Actuando en virtud del Capítulo VII de la Carta de las Naciones Unidas, el Consejo pidió a la comunidad internacional que apoyara el proceso político en Haití. Autorizó el despliegue de una fuerza multinacional por no más de tres meses para crear un ambiente estable en el país; facilitar la prestación de asistencia humanitaria ; facilitar la asistencia internacional a la Policía Nacional y los guardacostas de Haití y establecer las condiciones para el funcionamiento de las organizaciones internacionales.    Se pidió al Secretario General Kofi Annan, que había designado un Representante Especial para Haití, que preparara planes para una fuerza de estabilización que sucediera a la fuerza internacional. 
Se pidió a todos los Estados miembros que contribuyeran a la fuerza multinacional y adoptaran todas las medidas necesarias para cumplir su mandato .  Mientras tanto, se instó a las partes en conflicto en Haití a poner fin a la violencia y respetar el derecho internacional y la sucesión política en el país.  También se pidió a las partes que cooperaran con la fuerza internacional, garantizando su seguridad y libertad de movimiento . El Consejo también solicitó a la fuerza multinacional informes periódicos sobre la ejecución de su mandato.